# Mythologie des Îles Cook
 (septembre 2023).

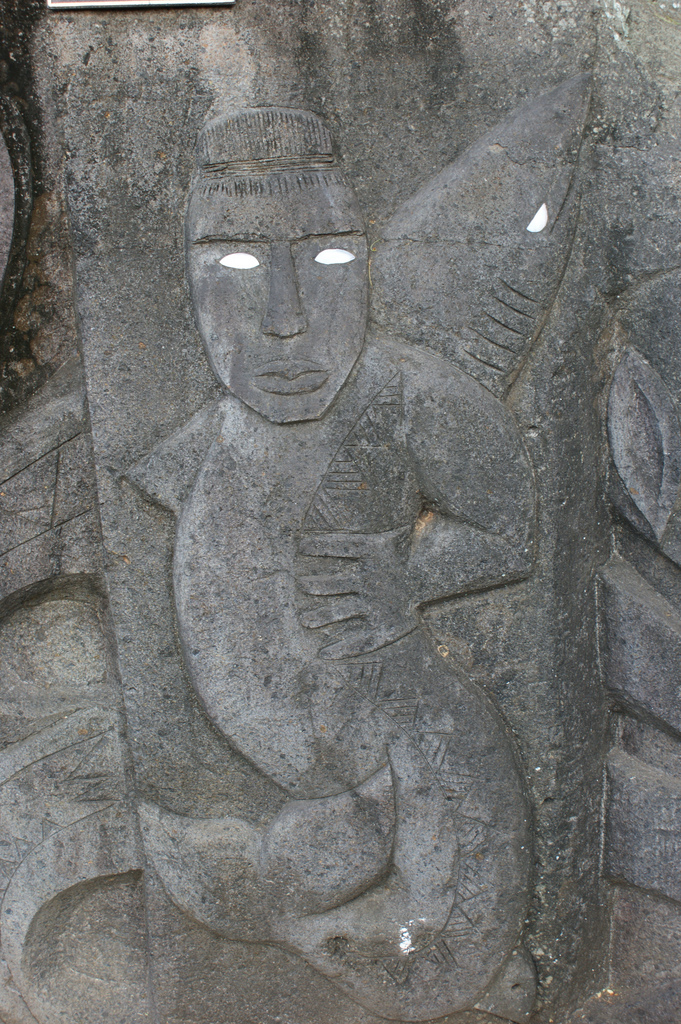
Un relief en pierre de basalte représentant le dieu de la lune Avatea, Rarotonga.

La mythologie des îles Cook comprend des mythes historiques, des légendes et des traditions transmises par les anciens habitants des Îles Cook au fil de nombreuses générations. Beaucoup des légendes des îles Cook étaient récitées à travers d'anciennes chansons et des chants. Les mythes et légendes des îles Cook présentent des similitudes avec la mythologie polynésienne en général, qui s'est développée au fil des siècles pour prendre sa propre caractéristique unique.

## Mythe de la création
Dans le mythe de création des îles Cook, l'univers était conçu comme étant semblable à la cavité d'une vaste coquille de noix de coco, l'intérieur de cette coquille imaginaire étant Avaiki, le monde souterrain, et le côté extérieur de la coquille représentant le monde supérieur des mortels. À diverses profondeurs, il y a des étages de niveaux différents, ou des terres, qui communiquent entre elles. Au tout bas de cette noix de coco se trouve une tige épaisse qui se rétrécit en un point, représentant le commencement de toutes choses. Ce point est le lieu d'une entité sans forme humaine appelée Te aka ia Roe (La racine de toute existence). L'ensemble de l'univers est constamment soutenu par cet être premier. Au-dessus de ce point extrême se trouve Te tangaengae (La respiration) ou Te vaerua (La vie), cet être est robuste et plus fort que le précédent. La partie la plus épaisse de la tige est Te manava roa (Le longue vie), le troisième et dernier des esprits primaires, toujours immobiles et conscients, qui forment ensemble le fondement, la permanence et le bien-être du reste de l'univers.
Nous pénétrons maintenant à l'intérieur de la supposée coquille de noix de coco, la partie la plus basse d'Avaiki, où les parois de la coquille se rejoignent presque. Là vit une déesse de chair et de sang appelée Varima te takere (Le tout début). Son territoire est très étroit, à tel point que ses genoux touchent son menton, aucune autre position n'étant possible. Varima te takere désirait ardemment avoir une descendance. Un jour, elle arracha une partie de son flanc droit, comme on cueille un fruit d'un arbre, et cela devint le premier être humain, le premier homme Avatea (ou Vatea). Il devint le père des dieux et des hommes, ayant la moitié droite d'un homme et la moitié gauche d'un poisson, coupée en deux. La terre assignée par la Grande Mère à Avatea était appelée Te paparairai (La terre mince). Varima te takere continua à arracher de son corps d'autres morceaux de chair, à partir desquels furent créés d'autres enfants. La moitié droite de son corps créa des dieux, et de la moitié gauche de son corps, elle créa des déesses.

## Personnages et termes importants
- Avaiki, la terre des dieux et des ancêtres.
- Avatea, le premier homme, dieu du ciel et de la lune.
- Auparu, un ruisseau, lieu de baignade pour l'esprit nature
- Ina, l'amante du dieu de la lune Marama.
- Marama, le dieu de la Lune.
- Nganaoa, un héros mythique d'Aitutaki.
- Papa, la déesse de la Terre
- Rongo, le dieu de la végétation.
- Tamangori, un géant cannibale
- Tangaroa, le dieu de la mer.
- Vaitakere, le père d'Ina, beau-père de Tangaroa.
- Varima te takere, la déesse mère primordiale.
- Vatea, semblable à Avatea, un dieu de Mangaia.